# Seznam ruských kosmických startů 2018

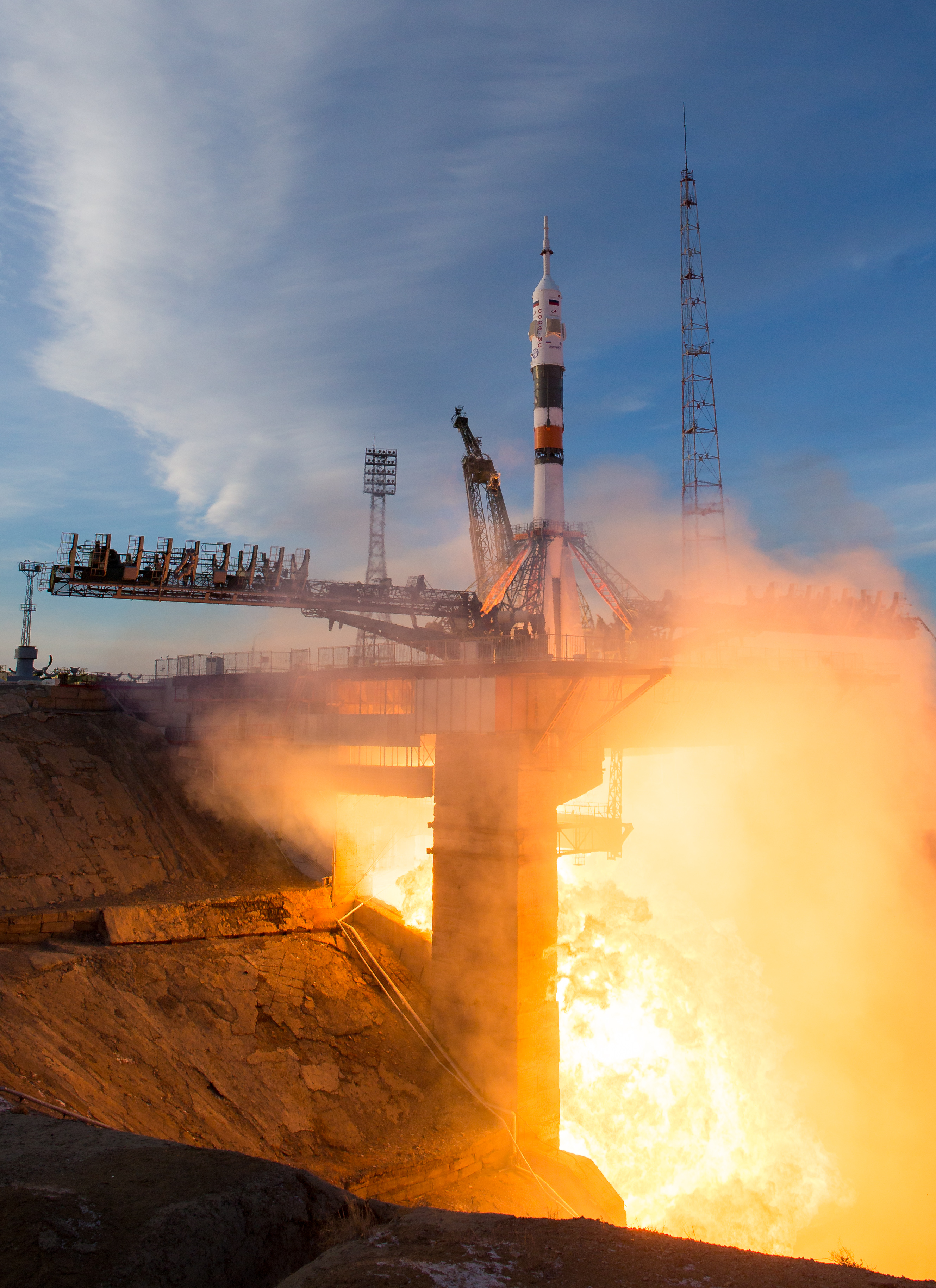
Start rakety Sojuz-FG s kosmickou lodí Sojuz MS-11

Toto je seznam provedených ruských kosmických startů roku 2018.
V seznamu jsou uvedeny starty všech ruských nosných raket.
Hlavním provozovatelem startů je Roskosmos, který zajišťuje dopravu kosmických lodí k Mezinárodní vesmírné stanici.
Vypouštění vojenských satelitů zajišťuji Strategické raketové síly Ruské federace.
Mezi komerční poskytovatele kosmických letů patří Eurockot, který využívá nosiče Rokot pro vynášení satelitů na nízkou oběžnou dráhu Země, dále americko-ruský podnik ILS nabízející komerční lety s raketami Proton.
Francouzská společnost Arianespace používá rakety Sojuz 2 k vynášení komerčních nákladů z kosmodromu v Kourou ve Francouzské Guyaně.

## Starty raket
| 2017 ← 2018 → 2019       | 2017 ← 2018 → 2019                                                                                 | 2017 ← 2018 → 2019 | 2017 ← 2018 → 2019     | 2017 ← 2018 → 2019                                | 2017 ← 2018 → 2019 |
| Datum a čas startu (UTC) | Nosič / horní stupeň                                                                               | Kosmodrom a rampa  | Zákazník               | Náklad                                            | Výsledek           |
| ------------------------ | -------------------------------------------------------------------------------------------------- | ------------------ | ---------------------- | ------------------------------------------------- | ------------------ |
| 1. února 02:07           | Sojuz 2.1a / Fregat-M                                                                              | Vostočnyj 1S       | Roskosmos              | Kanopus-V #3, Kanopus-V #4                        | Úspěch             |
| 13. února 08:13          | Sojuz 2.1a                                                                                         | Bajkonur 31/6      | Roskosmos              | Progress MS-08                                    | Úspěch             |
| 9. března 17:10          | Sojuz ST-B / Fregat-MT                                                                             | Kourou ELS         | SES S.A.               | O3b FM13, O3b FM14, O3b FM15, O3b FM16            | Úspěch             |
| 21. března 17:44         | Sojuz-FG                                                                                           | Bajkonur 1/5       | Roskosmos              | Sojuz MS-08                                       | Úspěch             |
| 21. března 17:44         | Pilotovaný let se třemi kosmonauty.                                                                |                    |                        |                                                   |                    |
| 29. března 16:45         | Sojuz 2.1v                                                                                         | Pleseck 43/4       | VKS                    | Kosmos 2525 (EMKA)                                | Úspěch             |
| 18. dubna 22:12          | Proton-M / Briz-M                                                                                  | Bajkonur 81/24     | VKS                    | Kosmos 2526 (Blagovest 12L)                       | Úspěch             |
| 25. dubna 17:57          | Rokot / Briz-KM                                                                                    | Pleseck 133/3      | ESA                    | Sentinel 3B                                       | Úspěch             |
| 6. června 11:12          | Sojuz-FG                                                                                           | Bajkonur 1/5       | Roskosmos              | Sojuz MS-09                                       | Úspěch             |
| 6. června 11:12          | Pilotovaný let se třemi kosmonauty.                                                                |                    |                        |                                                   |                    |
| 16. června 21:46         | Sojuz 2.1b / Fregat-M                                                                              | Pleseck 43/4       | VKS                    | Kosmos 2527 (Glonass-M #59)                       | Úspěch             |
| 9. července 21:51        | Sojuz 2.1a                                                                                         | Bajkonur 31/6      | Roskosmos              | Progress MS-09                                    | Úspěch             |
| 11. října 08:40          | Sojuz-FG                                                                                           | Bajkonur 1/5       | Roskosmos              | Sojuz MS-10                                       | Selhání            |
| 11. října 08:40          | Pilotovaný let se dvěma kosmonauty. Selhání rakety, posádka bezpečně přistála v návratovém modulu. |                    |                        |                                                   |                    |
| 25. října 0:15           | Sojuz 2.1b                                                                                         | Pleseck 43/4       | VKS                    | Lotos S1 #3                                       | Úspěch             |
| 3. listopadu 20:17       | Sojuz 2.1b / Fregat-M                                                                              | Pleseck 43/4       | VKS                    | Glonass-M #60                                     | Úspěch             |
| 7. listopadu 00:47       | Sojuz ST-B / Fregat-M                                                                              | Kourou ELS         | EUMETSAT               | MetOp-C                                           | Úspěch             |
| 16. listopadu 18:14      | Sojuz-FG                                                                                           | Bajkonur 1/5       | Roskosmos              | Progress MS-10                                    | Úspěch             |
| 30. listopadu 02:27      | Rokot / Briz-KM                                                                                    | Pleseck 133/3      | VKS                    | Kosmos 2530-2532 (Strela-3M/Rodnik-S N16/N17/N18) | Úspěch             |
| 3. prosince 11:31        | Sojuz-FG                                                                                           | Bajkonur 1/5       | Roskosmos              | Sojuz MS-11                                       | Úspěch             |
| 3. prosince 11:31        | Pilotovaný let se třemi kosmonauty.                                                                |                    |                        |                                                   |                    |
| 19. prosince 16:37       | Sojuz ST-A / Fregat-MT                                                                             | Kourou ELS         | Ozbrojené síly Francie | CSO 1                                             | Úspěch             |
| 21. prosince 00:15       | Proton-M / Briz-M                                                                                  | Bajkonur 81/24     | VKS                    | Kosmos 2533 (Blagovest 13L)                       | Úspěch             |
| 27. prosince 02:07       | Sojuz 2.1a / Fregat-M                                                                              | Vostočnyj 1S       | Roskosmos              | Kanopus-V #5, Kanopus-V #6                        | Úspěch             |